# Gesa Neitzel

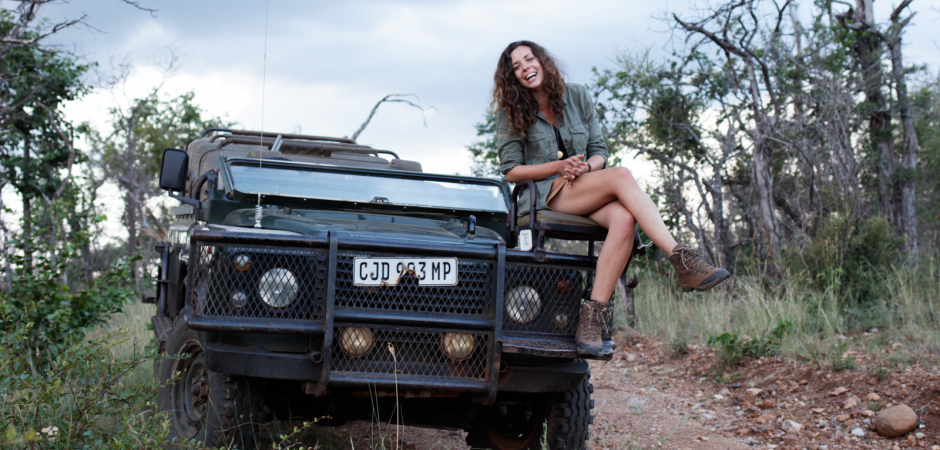
Gesa Neitzel (2018)

Gesa Neitzel (* 14. Februar 1987 in Hildesheim) ist eine deutsche Aussteigerin, Rangerin, Sachbuchautorin und ehemalige Fernsehredakteurin.

## Leben
Nach dem Abitur in Hildesheim absolvierte sie ein Praktikum bei den MTV Networks. Von Hildesheim zog sie nach Berlin und begann ein Volontariat bei einer Berliner Fernsehproduktionsfirma. Danach war sie als Redakteurin für verschiedene Fernsehsender und -produktionen wie The Voice of Germany beschäftigt. Im Jahr 2015 machte sie eine Ausbildung zum Safari-Guide und wurde im Kruger-Nationalpark zum Ranger ausgebildet.
Ihr Erlebnisbericht Frühstück mit Elefanten stand 2016/17 elf Wochen auf der Liste der Spiegel-Sachbuchbestseller auf den Plätzen von 7 bis 20. Darin schildert sie ihre Erlebnisse während ihres Kurses zur Rangerin im größten Wildschutzgebiet Südafrikas. Das zweite Buch The Wonderful Wild erschien im Herbst 2019, ein „Nature writing“-Buch über Naturschutz, Klimawandel und eigene Spiritualität.
Neitzel ist mit ihrem südafrikanischen Lebensgefährten als Fotosafari-Touristenführerin selbständig tätig. Einen Teil des Jahres ist sie in Afrika unterwegs, den anderen in Deutschland. Derzeit lebt sie in Australien.
Im Jahr 2021 erschienen ihre Bücher Löwenherzen und Safari Kitchen, der Nachfolger zu Frühstück mit Elefanten und ein Buch über das Kochen im Urwald. Das Buch Löwenherzen wurde 2021 gleichfalls zum Spiegel-Bestseller. Im Jahr 2023 erschien ihr Kinderbuch Elefanten weinen nicht.

## Werke
- Frühstück mit Elefanten. Ullstein, Berlin 2016, ISBN 978-3-86493-030-0.
- The Wonderful Wild. Ullstein, Berlin  2019, ISBN 978-3-96366-061-0.
- Löwenherzen. Ullstein, Berlin 2021, ISBN 978-3-86493-142-0.
- Safari Kitchen. Veganer Genuss für Camper und andere Abenteurer. Ullstein, Berlin 2021, ISBN 978-3-96584-097-3.
- Elefanten weinen nicht. Carlsen, Hamburg 2023, ISBN 978-3-551-52175-0.